# エシュヴァイラー
エシュヴァイラー (Eschweiler) は、ドイツ連邦共和国ノルトライン＝ヴェストファーレン州アーヘン郡の町。

## 地理
アーヘンの東約15キロメートル、ケルンの西約50キロメートルに位置する。
ベルグラート (Bergrath), デュルヴィス (Dürwiß), ハステンラート (Hastenrath), キンツヴァイラー (Kinzweiler), ノイ-ローン (Neu-Lohn), ノートベルク (Nothberg), プンペ・シュティッヒ (Pumpe-Stich), レーヘ (Röhe), ザンクト・イェーリス (Sankt Jöris), ヴァイスヴァイラー (Weisweiler) などの村が存在する。

## 歴史
ケルト人とローマ人が住んでいた跡がある。
828年より存在の記録が残っている。
1394年には炭鉱の存在が確認されている。
1794年にフランス領、1816年にプロイセン領となる。
1944年第二次世界大戦により甚大な被害を受ける。

## 観光
ラインラントのカーニバルの中心地である。

## 姉妹都市
- ワットルロー (Wattrelos) フランス

## 引用
1. ↑  Bevölkerung der Gemeinden Nordrhein-Westfalens am 31. Dezember 2023 – Fortschreibung des Bevölkerungsstandes auf Basis des Zensus vom 9. Mai 2011